# Mario Rodríguez

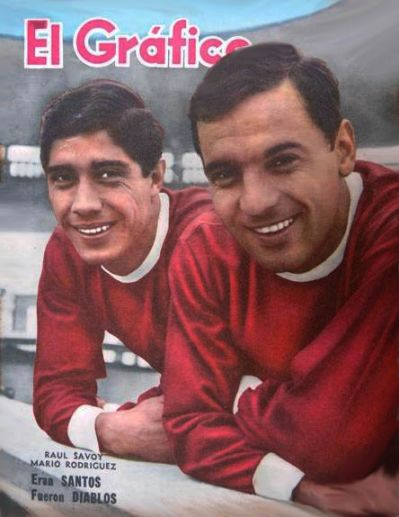
Na direita está o Mario Rodríguez.

Mario Rodríguez (Buenos Aires, 20 de outubro de 1937 — 10 de maio de 2015) foi um ex-futebolista argentino.
Foi um dos maiores ídolos da história do Independiente, apesar do curto período que passou ali: ficou no clube entre 1963 e 1965. Por outro lado, foi um decisivo artilheiro com 40 gols marcados em 82 partidas. O mais importante deles, o que deu ao Rojo seu primeiro título na Taça Libertadores da América, na final de 1964 frente ao Nacional, que também aspirava a sua primeira conquista no torneio.
Veio ao time de Avellaneda juntamente com Raúl Savoy, com quem fazia celebrada dupla ofensiva no Chacarita Juniors, onde debutou. Por eles, os diablos cederam 25 milhões de pesos e dois jogadores. Fernández, que em 1963 foi o artilheiro do Sul-Americano do ano pela Argentina, já havia sido decisivo neste ano também no Independiente: estreou com dois gols frente ao Rosario Central e marcou também o tento do título argentino, na penúltima rodada, frente ao River Plate.
Sua trajetória foi interrompida por uma lesão no joelho; saiu do Rojo em 1966 e rodou por Vélez Sarsfield, Colo Colo e se aposentou no mesmo Chacarita onde surgira.